# 阿卡庫利湖
55°37′10″N 60°39′16″E / 55.6194°N 60.6544°E
阿卡庫利湖（俄语：Акакуль），是俄羅斯的湖泊，位於該國西南部車里雅賓斯克州，由阿爾加亞什區負責管轄，面積10平方公里，平均水深4.8米，最大水深12.5米。